# ハータム郡

ハータム郡（ペルシア語: شهرستان خاتم）とは、イランのヤズド州の郡である。郡中心市はヘラート。2006年の調査では人口31,695人、8,114世帯。郡は中心地区とMarvast地区の二つの地区に区画され、前者にヘラート市、後者にMarvast市が属する。